# Hiroshi Ohashi
Hiroshi Ohashi (大橋 浩司, 27 de octubre de 1959) és un exfutbolista i entrenador japonès. Va dirigir la selecció femenina de futbol del Japó (2004-2007).